# Колос (хокейний клуб, Бориспіль)
«Колос» — відомий український історичний клуб з хокею на траві серед жінок з міста Борисполя Київської області (Україна). Багаторазовий чемпіон України і СРСР. Один з найтитулованіших клубів України з хокею на траві.

## Історія

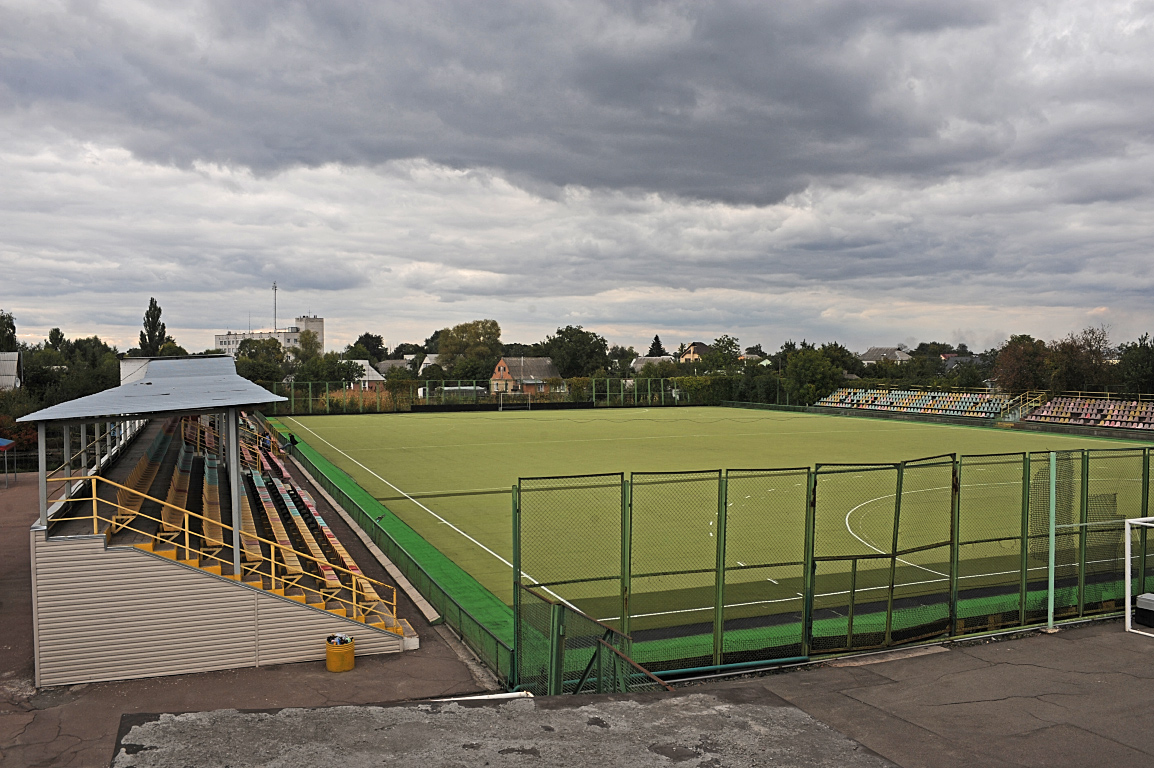
Домашня арена клубу «Колос» у 2012 році

У 1980 році «Колос» під керівництвом заслуженого тренера Узбецької РСР Анатолія Кузнецова дебютував у Першій лізі чемпіонату СРСР. Склад команди майже повністю був сформований з гравчинь київського «Спартака», який у дебютному чемпіонаті СРСР, в 1979 році, посів останнє місце та розпрощався з класом найсильніших. Завдання на сезон були скромними — втриматися в Першій лізі. Однак «Колос» стартував так жваво, що вже до кінця першого кола очолив турнірну таблицю. Натхненні вдалим початком, тренерський штаб і керівництво клубу вносять корективи у свої плани: перед хокеїстками ставиться мета посісти перше місце і вийти у вищий дивізіон. 
Наступні два сезони у «Колоса» пішли на адаптацію у «вишці». А перший великий успіх прийшов у 1983 році. Зазначимо, що перед початком того сезону команда зміцнила свій кадровий потенціал. На посаду головного тренера запросили екс-наставника підмосковного «Спартака» і збірної СРСР Володимира Меншикова. Склад підсилили капітан збірної СРСР Нателла Краснікова, сестри Олена і Ольга Кондруцькі, які також залучалися до збірної СРСР. З Алма-Ати була запрошена лідер місцевого «Зв'язківця» Зоя Валуйська. За один сезон Меньшиков зробив неможливе. Скромний клуб з Борисполя став чемпіоном СРСР, надовго отримавши прописку серед лідерів радянського жіночого трав'яного хокею. Надалі команда ще п'ять разів (1985, 1987, 1988, 1989, 1991 рр.) ставала переможцем союзного чемпіонату. Після розпаду Союзу «Колос» багато сезонів утримував пальму першості в чемпіонаті України, радував своїх уболівальників яскравими перемогами в європейських кубках.

## Досягнення
Єврокубки
- Кубок європейських чемпіонів
  -  Фіналіст (5): 1984, 1986, 1988, 2002, 2004
  -  Бронзовий призер (4): 1990, 2000, 2001, 2003

- Кубок володарів кубків Європи
  -  Володар (1): 1997

- Кубок Трофі
  -  Володар (1): 1992
  -  Фіналіст (1): 2006

СРСР
- Чемпіонат СРСР
  -  Чемпіон (6): 1983, 1985, 1987, 1988, 1989, 1991
  -  Срібний призер (3): 1984, 1986, 1990

- Кубок СРСР
  -  Володар (4): 1984, 1989, 1990, 1991
  -  Фіналіст (2): 1982, 1983

Україна
- Чемпіонат України
  -  Чемпіон (13): 1992, 1993, 1995, 1997, 1998, 1999, 2000, 2001, 2002, 2003, 2004, 2005, 2006
  -  Срібний призер (12): 1994, 1996, 2008, 2010, 2012, 2013, 2014, 2015, 2016, 2017, 2018, 2019
  -  Бронзовий призер (3): 2009, 2011, 2020

- Кубок України
  -  Володар (6): 1992, 1993, 1994, 1995, 1996, 1997

## Див.також
- Кубок Трофі з хокею на траві (жінки)
- Кубок європейських чемпіонів з хокею на траві серед жінок